# Lista dos municípios mais populosos por unidade federativa do Brasil
Esta é uma lista dos municípios mais populosos por estado do Brasil, segundo censo do Instituto Brasileiro de Geografia e Estatística (IBGE) de 2022.
Em quase sua totalidade, os municípios das capitais ocupam a primeira posição em seus respectivos estados, sendo Florianópolis (Santa Catarina) e Vitória (Espírito Santo) as únicas exceções à regra. Enquanto a capital catarinense figura na segunda posição entre os municípios mais populosos de Santa Catarina, depois Joinville, a capital capixaba figura na quarta posição no seu estado, atrás de seus municípios limítrofes Serra, Vila Velha e Cariacica. O Distrito Federal, por não ser dividido em municípios, foi excluído da lista.
As capitais estaduais estão em negrito e os municípios fora das regiões metropolitanas das capitais aparecem em itálico.
| Estado              | Município mais populoso | População  | 2°                       | População | 3°                   | População | 4°                      | População |
| ------------------- | ----------------------- | ---------- | ------------------------ | --------- | -------------------- | --------- | ----------------------- | --------- |
| Acre                | Rio Branco              | 364 756    | Cruzeiro do Sul          | 91 888    | Tarauacá             | 43 467    | Sena Madureira          | 41 343    |
| Alagoas             | Maceió                  | 957 916    | Arapiraca                | 234 696   | Rio Largo            | 93 927    | Palmeira dos Índios     | 71 574    |
| Amapá               | Macapá                  | 442 933    | Santana                  | 107 618   | Laranjal do Jari     | 35 114    | Oiapoque                | 27 482    |
| Amazonas            | Manaus                  | 2 063 689  | Itacoatiara              | 103 598   | Manacapuru           | 101 883   | Parintins               | 96 372    |
| Bahia               | Salvador                | 2 417 678  | Feira de Santana         | 616 272   | Vitória da Conquista | 370 879   | Camaçari                | 300 372   |
| Ceará               | Fortaleza               | 2 428 708  | Caucaia                  | 355 679   | Juazeiro do Norte    | 286 120   | Maracanaú               | 234 509   |
| Espírito Santo      | Serra                   | 520 653    | Vila Velha               | 467 722   | Cariacica            | 353 491   | Vitória                 | 322 869   |
| Goiás               | Goiânia                 | 1 437 366  | Aparecida de Goiânia     | 527 796   | Anápolis             | 398 869   | Rio Verde               | 225 696   |
| Maranhão            | São Luís                | 1 037 775  | Imperatriz               | 273 110   | São José de Ribamar  | 244 579   | Timon                   | 174 465   |
| Mato Grosso         | Cuiabá                  | 650 877    | Várzea Grande            | 300 078   | Rondonópolis         | 244 911   | Sinop                   | 196 312   |
| Mato Grosso do Sul  | Campo Grande            | 898 100    | Dourados                 | 243 367   | Três Lagoas          | 132 152   | Corumbá                 | 96 268    |
| Minas Gerais        | Belo Horizonte          | 2 315 560  | Uberlândia               | 713 224   | Contagem             | 621 863   | Juiz de Fora            | 540 756   |
| Pará                | Belém                   | 1 303 403  | Ananindeua               | 478 778   | Santarém             | 331 942   | Parauapebas             | 267 836   |
| Paraíba             | João Pessoa             | 833 932    | Campina Grande           | 419 379   | Santa Rita           | 149 910   | Patos                   | 103 165   |
| Paraná              | Curitiba                | 1 773 718  | Londrina                 | 555 965   | Maringá              | 409 657   | Ponta Grossa            | 358 371   |
| Pernambuco          | Recife                  | 1 488 920  | Jaboatão dos Guararapes  | 644 037   | Petrolina            | 386 791   | Caruaru                 | 378 048   |
| Piauí               | Teresina                | 866 300    | Parnaíba                 | 162 159   | Picos                | 83 090    | Piripiri                | 65 538    |
| Rio de Janeiro      | Rio de Janeiro          | 6 211 223  | São Gonçalo              | 896 744   | Duque de Caxias      | 808 161   | Nova Iguaçu             | 785 867   |
| Rio Grande do Norte | Natal                   | 751 300    | Mossoró                  | 264 577   | Parnamirim           | 252 716   | São Gonçalo do Amarante | 115 838   |
| Rio Grande do Sul   | Porto Alegre            | 1 332 845  | Caxias do Sul            | 463 501   | Canoas               | 347 657   | Pelotas                 | 325 685   |
| Rondônia            | Porto Velho             | 460 434    | Ji-Paraná                | 124 333   | Ariquemes            | 96 833    | Vilhena                 | 95 832    |
| Roraima             | Boa Vista               | 413 486    | Rorainópolis             | 32 647    | Alto Alegre          | 21 096    | Caracaraí               | 20 957    |
| Santa Catarina      | Joinville               | 616 317    | Florianópolis            | 537 211   | Blumenau             | 361 261   | São José                | 270 299   |
| São Paulo           | São Paulo               | 11 451 999 | Guarulhos                | 1 291 771 | Campinas             | 1 139 047 | São Bernardo do Campo   | 810 729   |
| Sergipe             | Aracaju                 | 602 757    | Nossa Senhora do Socorro | 192 330   | Itabaiana            | 103 440   | Lagarto                 | 101 579   |
| Tocantins           | Palmas                  | 302 692    | Araguaína                | 171 301   | Gurupi               | 85 125    | Porto Nacional          | 64 418    |